# Friedrich von Keller (peintre)
Friedrich von Keller (né le 18 février 1840 à Neckarweihingen, mort le 26 août 1914 à Abtsgmünd) est un peintre allemand.

## Biographie
Friedrich von Keller est le plus jeune des dix enfants de Johann Jakob Keller, vigneron. Son père meurt en 1849. Grâce au soutien de quelques mécènes, il peut suivre des cours de dessin à l'école de commerce de Louisbourg. Il doit gagner de l'argent en tant qu'artisan. À dix-huit ans, il vient à Stuttgart pour s'inscrire à l'école d'art (de), mais il n'en a pas les moyens. Il fréquente donc l'école de dessin de l'école polytechnique locale le soir. À 27 ans, il entre finalement dans une école d'art et suit les cours de Bernhard von Neher et Heinrich von Rustige. Keller reçoit la bourse de l'école royale de 125 ducats. Tout en poursuivant ses études, il gagne sa vie en peignant des armoiries et des enluminures.

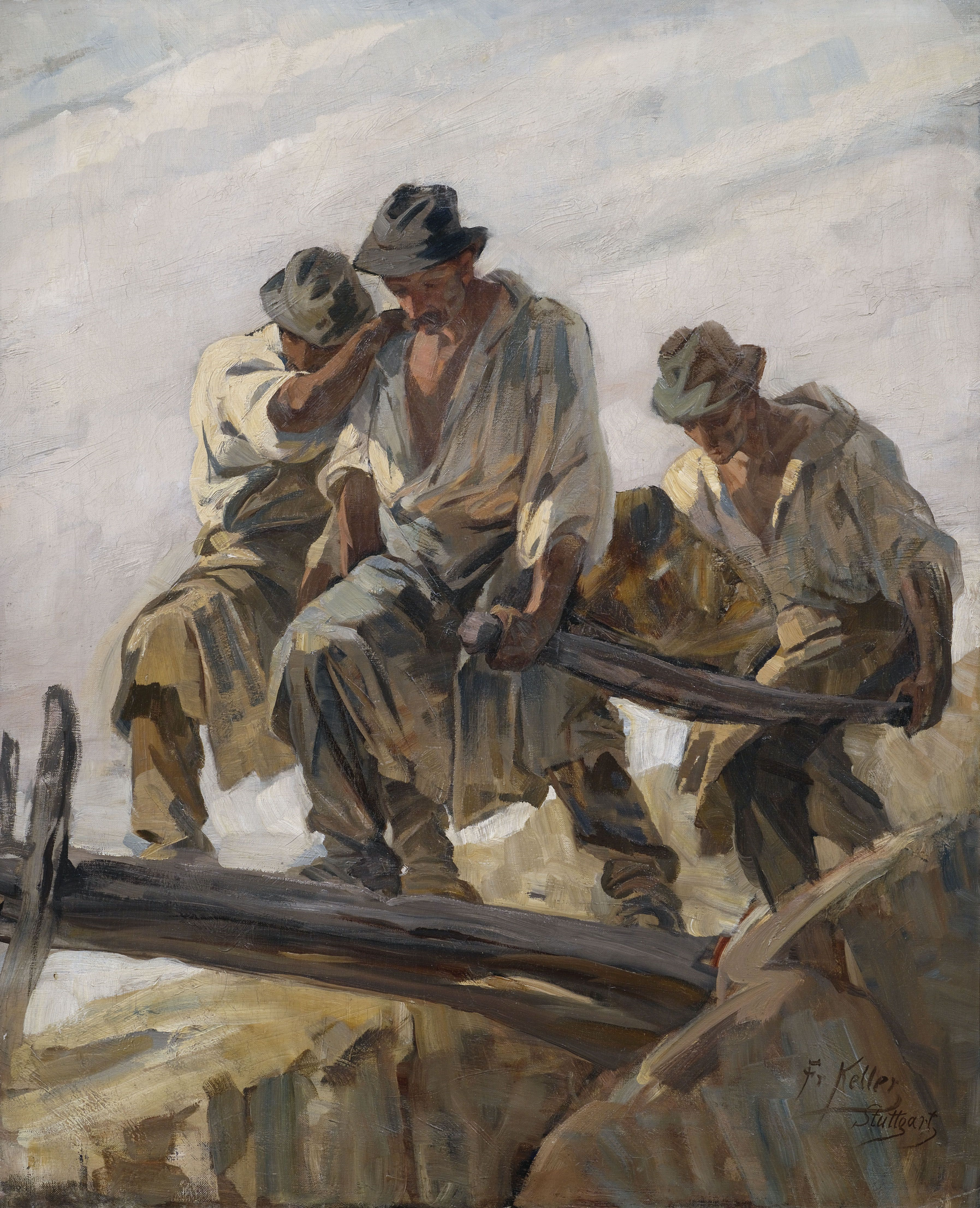
Ouvriers de la carrière

En 1871, il s'installe à Munich, où il travaille comme artiste indépendant. Là, il poursuit ses études en tant qu'invité auprès de Wilhelm von Lindenschmit (de) à l'académie des beaux-arts de Munich. Il a pour ami Franz Defregger. Il découvre la peintre à l'extérieur et les métiers. Entre 1872 et 1878, il crée une série de scènes de tailleurs de pierre réalistes.
Keller se marie le 16 octobre 1876. Son fils Fritz naît un an plus tard et sa fille Ernestine Sophie naît en juillet 1879.
En 1883, il est nommé pour succéder à Carl von Häberlin comme professeur principal de peinture à l'école des arts de Stuttgart.
En 1908, il célèbre son 25e anniversaire en tant que professeur à l'institution devenue une académie. Il reçoit la Grand-Croix de la Couronne du Wurtemberg des mains du roi Guillaume II en 1909. Il prend sa retraite en 1913 à 73 ans.